# Psiloscelis millepora
Psiloscelis millepora är en skalbaggsart som beskrevs av Thomas Casey 1916. Psiloscelis millepora ingår i släktet Psiloscelis och familjen stumpbaggar. Inga underarter finns listade i Catalogue of Life.